# Chiesa di Santa Maria La Nuova (Licata)
La chiesa di Santa Maria La Nuova è la chiesa madre di Licata, nel libero consorzio comunale di Agrigento.

## Storia
La sua costruzione risale agli inizi del XVI secolo, quando sorse per sostituire, a seguito dell'espansione del territorio di Licata verso il mare, la chiesa romanica di Santa Maria La Vetere, risalente al VI secolo. La nuova chiesa venne realizzata nella parte terminale del Cassarello, che oggi si chiama corso Vittorio Emanuele.
Il progetto venne firmato da Pietro Palatino, che disegnò una struttura basilicale in stile rinascimentale su navate, con tre accessi. La nuova chiesa venne inaugurata nel 1508.
Con statuto redatto il 10 aprile 1771 il tempio è elevato alla dignità di collegiata (Venerabile Insigne Secolare Collegiata) con bolla papale di Papa Clemente XII.
Alla chiesa, dedicata alla Natività di Maria, fu attribuito il nome di "Santa Maria la Nuova" per distinguerla da "Santa Maria la Vetere", come fu ribattezzata l'altra chiesa.
Nel corso dei secoli la chiesa è stata danneggiata più volte e ha subito numerosi restauri. Nel 1988 un incendio la danneggiò gravemente, rendendo necessaria la chiusura dell'edificio, che fu nuovamente inaugurato il 31 maggio 1996.

## Architettura

### Lapidi commemorative
Nella chiesa sono presenti tre lapidi commemorative. Due di queste, poste sull'arco della navata centrale e sulla porta principale, risalgono alla struttura originaria e ricordano la dedicazione della chiesa:
L'altra, invece, è stata ricostruita dopo essere stata dispersa e fu posta sulla porta che dà accesso al campanile al momento della consacrazione:

### Dipinti
- Sacro Cuore e santi, opera di Fra Felice da Sambuca
- Madonna con san Filippo Neri, opera di Fra Felice da Sambuca
- Santa Rosalia, s. Lucia, s. Agata e il beato Tomasi, opera di Fra Felice da Sambuca

## Fonti
- La scheda dedicata alla struttura sul sito della chiesa stessa.